# Дельта Волги

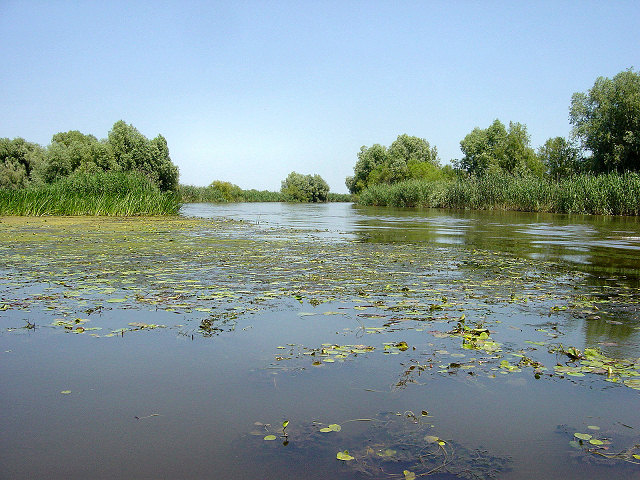

Дельта Волги — найбільша річкова дельта в Європі, утворюється при впадінні Волги у Каспійське море. Розташована у Росії — в Астраханський області і в Калмикії, на крайньому сході заходить на терен Казахстану. Розташована на Прикаспійській низовині.
Дельта Волги значно зросла в минулому столітті через зміни рівня Каспійського моря. У 1880, дельта мала площу 3222 км ². Наразі дельта Волги має площу 27224 км ², і становить приблизно 160 км у поперечнику. Дельта має класичну "Дельтопоібну форму ". Вона знаходиться в аридній кліматичній зоні, яка характеризується дуже малою кількістю опадів — не більше 200 мм/рік.
Починається в місці відокремлення від русла Волги рукава Бузан (за 46 км північніше за Астрахань) і має до 500 рукавів, проток, єриків. Головні гирла — Бахтемір, Камизяк, Стара Волга, Болда, Бузан, Ахтуба, Кигач (з них судноплавний Бахтемір). 
Зміни рівня Каспійського моря створили три різновиди ландшафту дельти. Берівські пагорби мають від 400 м до 10 км завдовжки й 8 м заввишки. Між Беровськими пагорбами утворюються улоговини, в яких існують прісні або солоні озера. Друга зона представлена єриками і старицями завглибшки до 1 метра. Третя зона представлена степом до 60 км від Волги.
Дельта Волги захищена з 1919 року (Астраханський заповідник). Заповідник є домівкою як птахів (багатьох видів водних птахів, хижих птахів і горобцеподібних), так і риб (осетрових, сомоподібних, коропи]). Дельта Волги єдине місце розповсюдження у Європі дикого лотосу.